# Next Generation ATP Finals 2017 – mužská dvouhra
Mužská dvouhra Next Generation ATP Finals 2017 probíhala v první polovině listopadu 2017. Singlová soutěž milánského turnaje byla určena pro sedm nejlepších hráčů do 21 let věku na žebříčku Emirates ATP Race to Milan a jednoho účastníka startujícího na divokou kartu. Jednalo se o premiérový ročník závěrečné události roku, z níž nebyly tenistům přidělovány body do žebříčku ATP. Turnaj se hrál ve formátu Fast4 tenisu a s dalšími inovacemi pravidel. 
Vítězem se stal 21letý šestý nasazený a 54. hráč žebříčku Čong Hjon z Jižní Koreje, jenž ve finále zdolal ruskou turnajovou jedničku Andreje Rubljova po čtyřsetovém průběhu 3–4, 4–3, 4–2 a 4–2. V celém turnaji zvítězil ve všech pěti utkáních. Připsal si tak první kariérní singlový titul, který se ovšem nezapočítaval do trofejí okruhu ATP Tour.
Zápas o třetí místo, který byl naplánován před finále, se neodehrál pro odstoupení Ćoriće z turnaje. Na třetí příčce se tak umístil ruský hráč Daniil Medveděv.

## Nasazení hráčů
1. Andrej Rubljov (finále, 2. místo)
2. Karen Chačanov (základní skupina)
3. Denis Shapovalov (základní skupina)
4. Borna Ćorić (semifinále, 4. místo)
5. Jared Donaldson (základní skupina)
6. Čong Hjon (vítěz)
7. Daniil Medveděv (semifinále, 3. místo)
8. Gianluigi Quinzi (základní skupina)

## Náhradníci
1. Frances Tiafoe (nenastoupil)
2. Stefanos Tsitsipas (nenastoupil)

## Soutěž
| Legenda                                                       |                                                                        |                                                   |
| - Q – kvalifikant - WC – divoká karta - LL – šťastný poražený | - Alt – náhradník - SE – zvláštní výjimka - PR/SR – žebříčková ochrana | - w/o – bez boje - r – skreč - d – diskvalifikace |

### Finálová fáze
|  | Semifinále | Semifinále      | Semifinále | Semifinále | Semifinále | Semifinále | Semifinále |  |  | Finále           | Finále           | Finále           | Finále           | Finále           | Finále           | Finále           |
|  |            |                 |            |            |            |            |            |  |  |                  |                  |                  |                  |                  |                  |                  |
|  | 6          | Čong Hjon       | 4          | 4          | 34         | 1          | 4          |  |  |                  |                  |                  |                  |                  |                  |                  |
|  | 7          | Daniil Medveděv | 1          | 1          | 47         | 4          | 0          |  |  |                  |                  |                  |                  |                  |                  |                  |
|  |            |                 |            |            |            |            |            |  |  | 6                | Čong Hjon        | 35               | 47               | 4                | 4                |                  |
|  |            |                 |            |            |            |            |            |  |  | 1                | Andrej Rubljov   | 47               | 32               | 2                | 2                |                  |
|  | 4          | Borna Ćorić     | 1          | 36         | 1          |            |            |  |  |                  |                  |                  |                  |                  |                  |                  |
|  | 1          | Andrej Rubljov  | 4          | 48         | 4          |            |            |  |  | Zápas o 3. místo | Zápas o 3. místo | Zápas o 3. místo | Zápas o 3. místo | Zápas o 3. místo | Zápas o 3. místo | Zápas o 3. místo |
|  |            |                 |            |            |            |            |            |  |  | 7                | Daniil Medveděv  | w/o              |                  |                  |                  |                  |
|  |            |                 |            |            |            |            |            |  |  | 4                | Borna Ćorić      |                  |                  |                  |                  |                  |

### Skupina A
|    |                  | Rubljov                                 | Shapovalov                              | Čong                              | Quinzi                            | Zápasy | Sety         | Hry            | Pořadí |
| 1. | Andrej Rubljov   |                                         | 4–1, 3–4(8–10), 4–3(7–2), 0–4, 4–3(7–3) | 0–4, 1–4, 3–4(1–7)                | 1–4, 4–0, 4–3(7–3), 0–4, 4–3(7–3) | 2–1    | 6–7 (46,2 %) | 32–41 (43,8 %) | 2.     |
| 3. | Denis Shapovalov | 1–4, 4–3(10–8), 3–4(2–7), 4–0, 3–4(3–7) |                                         | 4–1, 3–4(5–7), 3–4(4–7), 1–4      | 4–1, 4–1, 3–4(5–7), 4–3(7–5)      | 1–2    | 6–7 (46,2 %) | 41–37 (52,6 %) | 3.     |
| 6. | Čong Hjon        | 4–0, 4–1, 4–3(7–1)                      | 1–4, 4–3(7–5), 4–3(7–4), 4–1            |                                   | 1–4, 4–1, 4–2, 3–4(6–8), 4–3(7–3) | 3–0    | 9–3 (75,0 %) | 41–29 (58,6 %) | 1.     |
| 8  | Gianluigi Quinzi | 4–1, 0–4, 3–4(3–7), 4–0, 3–4(3–7)       | 1–4, 1–4, 4–3(7–5), 3–4(5–7)            | 4–1, 1–4, 2–4, 4–3(8–6), 3–4(3–7) |                                   | 0–3    | 5–9 (35,7 %) | 37–44 (45,7 %) | 4.     |

### Skupina B
|    |                 | Chačanov                     | Ćorić                        | Donaldson                    | Medveděv                     | Zápasy | Sety         | Hry            | Pořadí |
| 2. | Karen Chačanov  |                              | 4–3(7–3), 4–2, 2–4, 0–4, 2–4 | 4–1, 4–3(7–3), 4–2           | 4–2, 3–4(6–8), 3–4(3–7), 2–4 | 1–2    | 6–6 (50,0 %) | 36–37 (49,3 %) | 3.     |
| 4. | Borna Ćorić     | 3–4(3–7), 2–4, 4–2, 4–0, 4–2 |                              | 4–3(7–2), 4–1, 4–3(7–4)      | 4–3(7–5), 2–4, 4–1, 4–2      | 3–0    | 9–3 (75,0 %) |                | 1.     |
| 5. | Jared Donaldson | 1–4, 3–4(3–7), 2–4           | 3–4(2–7), 1–4, 3–4(4–7)      |                              | 4–3(7–3), 2–4, 3–4(1–7), 0–4 | 0–3    | 1–9 (10,0 %) | 22–39 (36,1 %) | 4.     |
| 7. | Daniil Medveděv | 2–4, 4–3(8–6), 4–3(7–3), 4–2 | 3–4(5–7), 4–2, 1–4, 2–4      | 3–4(3–7), 4–2, 4–3(7–1), 4–0 |                              | 2–1    | 7–5 (58,3 %) | 39–35 (52,7 %) | 2.     |